# الاتحاد الفلسطيني لكمال الأجسام
الاتحاد الفلسطيني لكمال الأجسام أو الاتحاد الفلسطيني لكمال الأجسام واللياقة البدنية هو اتحاد رياضي تأسس في فلسطين عام 1993، وحظي بعضوية الاتحاد العربي لكمال الأجسام، ثم انضم لعضوية الاتحاد الدولي لكمال الأجسام. يقع المقر الرئيسي للاتحاد الفلسطيني لكمال الأجسام في مدينة القدس، ولكن فروعه تنتشر في مناطق أخرى من الضفة الغربية وقطاع غزة، ويشغل طارق أبو الجديان في الوقت الحالي منصب رئيس الاتحاد.

## لمحة تاريخية
تعود بدايات تنظيم رياضة كمال الأجسام في فلسطين إلى سبعينيات القرن العشرين مع تأسيس اللجنة العامة لكمال الأجسام بالضفة والقطاع في عام 1973، والتي انحلت بعد ذلك ليتأسس بدلا منها الاتحاد الفلسطيني لرفع الأثقال وكمال الأجسام في عام 1986، وفي عام 1993 انقسم الاتحاد ليتأسس كل من الاتحاد الفلسطيني لرفع الأثقال والاتحاد الفلسطيني لكمال الأجسام بشكل منفصل.

## الهيكل التنظيمي
يتكون الهيكل الإداري للاتحاد الفلسطيني لكمال الأجسام من هيئة تُنتخب كل أربعة سنوات تحت إشراف اللجنة الأولمبية الفلسطينية، ووزارة الشباب والرياضة الفلسطينية، وتتكون الجمعية العمومية للاتحاد من الأندية والمراكز والجمعيات المسجلة في الاتحاد والمستوفية لكافة شروط العضوية والمعتمدة من الجهات الرسمية الفلسطينية، إلى جانب أعضاء مجلس إدارة الاتحاد، واثنين من الكفاءات الرياضية يرشحهما أعضاء مجلس إدارة الاتحاد، ويُعقد اجتماع الهيئة العامة للاتحاد الفلسطيني لكمال الأجسام سنويا في موعد يحدده مجلس إدارة الاتحاد خلال الشهرين التاليين للسنة المالية للاتحاد.

## الأنشطة
يتولى الاتحاد الفلسطيني لكمال الأجسام تنظيم رياضة كمال الأجسام الفلسطينية وتمثيلها داخليًا وخارجيًّا، وإعداد المنتخب الفلسطيني لكمال الأجسام، وتقديم الدعم وتوفير ما يلزم من أجهزة ومدربين للفرق والأندية والمراكز المنتسبة له والتي تمارس رياضة كمال الأجسام في كل من الضفة الغربية وقطاع غزة.

## البطولات
نجح الاتحاد الفلسطيني لكمال الأجسام منذ تأسيسه في تنظيم العديد من الفعاليات والبطولات في اللعبة، ومن أهم البطولات التي ينظمها الاتحاد ما يلي:
- بطولة فلسطين لكمال الأجسام.[4][5]
- بطولة الناشئين السنوية.
- بطولة الربيع لكمال الأجسام.

## الأندية المنتسبة للاتحاد
ينتسب للاتحاد الفلسطيني لكمال الأجسام الأندية التالية:
| اسم النادي              | المدينة        |
| ----------------------- | -------------- |
| نادي فلسطين             | القدس          |
| نادي الزيتون الرياضي    | الزيتون        |
| نادي السلام بيت لاهيا   | بيت لاهيا      |
| مركز خدمات البريج       | البريج         |
| مركز خدمات المغازي      | المغازي        |
| مركز شباب خان يونس      | خان يونس       |
| نادي اتحاد الشجاعية     | الشجاعية       |
| النادي الأهلي الفلسطيني | الشيخ رضوان    |
| مركز خدمات الشاطئ       | الشاطئ الشمالي |
| نادي التفاح الرياضي     | التفاح         |
| جمعية الصلاح الإسلامية  | دير البلح      |
| مركز خدمات دير البلح    | دير البلح      |
| مركز خدمات جباليا       | جباليا         |
| مركز خدمات النصيرات     | النصيرات       |
| مركز خدمات رفح          | رفح            |
| نادي شباب رفح           | رفح            |
| نادي غزة الرياضي        | غزة            |

## الرؤساء
يوضح الجدول التالي قائمة رؤساء الاتحاد الفلسطيني لكمال الأجسام منذ تأسيسه وحتى الآن:
| الرئيس           | تاريخ تولي المنصب | تاريخ ترك المنصب |
| ---------------- | ----------------- | ---------------- |
| نزيه نعيرات      | 2008              | 2017             |
| طارق أبو الجديان | 2017              | حتى الآن         |